# Harold Hawkins
Harold Ingleby Hawkins (Finchley, Londres, 22 de juliol de 1886 - Arràs, Pas de Calais, 16 de juny de 1917) va ser un tirador anglès que va competir a començaments del segle xx. Va morir en combat durant la Primera Guerra Mundial.
El 1908 va prendre part en els Jocs Olímpics de Londres, on disputà quatre proves del programa de tir. En la prova de carrabina, blanc cec guanyà la medalla de plata, mentre en rifle lliure, 300 metres per equips fou sisè, en carrabina, blanc fix fou vuitè i en carrabina, blanc mòbil dinovè.